# Површни трбушни рефлекс
Површни трбушни рефлекс (ПТР) један је од дијагностичких знакова у неурологији који се изазива миловањем коже трбуха а затим прати његова реакција у виду контракције мишића трбушног зида. Може бити од помоћи у одређивању нивоа лезије централног нервног система (ЦНС). Будући да је површински рефлекс, он је полисинаптички (јер укључује вишеструке везе између нерава).

## Опште информације
Рефлекси су уобичајени догађаји посредовани нервним системом . Рефлекс се може описати једноставно као невољна радња која се јавља прилично брзо и регулише неку ефекторну функцију и нема директног утицаја на мождану кору. Компоненте рефлексног лука укључују периферни рецептор и његово аферентно влакно (који формирају сензорни део) и еферентно влакно (које формира моторни део) и ефектор.
Нервни коренову укључени у ПТР су грудни  8 – 12  сегмент.
ПТР се примећује као присутан или одсутан. Одсутан одговор може бити физиолошки. Физиолошки одсутни одговор може бити последица гојазности, слабости или опуштености мишића након вишеструких трудноћа или абдоминалне операције. Није необично да овај рефлекс изостане код деце.
Ако је рефлекс одсутан, или посебно ако је асиметричан, то може указивати на неуролошки проблем негде изнад доњег торакалног дела кичме.

## Еволуциони значај
Локална контракција трбушних мишића на трбушни сензорни стимулус требало је да заштити унутрашње трбушне органе од оштећења.

## Техника
У површинским трбушним рефлексима, миловање по кожи стомака изазива контракцију мишића трбушног зида, и понекад повлачење пупка према стимулусу.  
Изводи се тако што клиничар обично тестира један по један сва четири трбушна квадранта користећи дијагоналне покрете са јене стране на другу страну трбуха дрвеним штапићем за апликатор или шиљастим крајем дршке чекића за испитивање рефлекса.  
Трбушни рефлекс се појављују једнако често без обзира да ли је смер повлачења медијално-бочни или латерално-медијални. 

## Клинички значај
Према традиционалним учењима, површински трбушни рефлекси нестају са обољењем горњих и доњих моторних неурона . Њихова клиничка вредност је, међутим, мала, јер их нема код око 20% нормалних особа, посебно код старијих. Штавише, посматрање асиметричних рефлекса или оних који су сачувани само у горњим квадрантима, обрасци који се традиционално повезују са неуролошким обољењима, такође су чест налаз код здравих особа. 
Патолошко одсуство ПТР може бити због: 
- мултипле склерозе,
- болест моторних неурона (касно),
- неурогене мокраћне бешике,
- Бровн-Секуардовог синдрома
- Чиари малформације